# Cabaret (Musical)
Cabaret ist ein Musical aus dem Jahr 1966. Die Musik schrieb John Kander, die Liedtexte Fred Ebb, das Buch Joe Masteroff nach dem Schauspiel I Am a Camera (1951) von John Van Druten, das auf den autobiographischen Romanen Mr. Norris steigt um (1935) und Leb wohl, Berlin (1939) von Christopher Isherwood basiert.
Das Musical wurde am 20. November 1966 im Broadhurst Theatre in New York City uraufgeführt. Harold Prince produzierte die Inszenierung und führte die Regie. In der Rolle des Master of Ceremonies war Joel Grey, als Fräulein Schneider Lotte Lenya zu sehen.
Die Premiere im Londoner West End war 1968 im Palace Theatre mit Judi Dench als Sally. Cabaret hat seitdem zahlreiche Revivals sowohl am New Yorker Broadway wie auch im Londoner West End erfahren und wurde auch in vielen weiteren Staaten erfolgreich aufgeführt.

## Handlung
Berlin zu Beginn der 1930er Jahre. Cliff Bradshaw, ein junger amerikanischer Schriftsteller, reist nach Berlin, um dort einen Roman zu schreiben. Durch die Bekanntschaft mit dem deutschen Schmuggler Ernst Ludwig kommt er in der Pension des ältlichen Fräulein Schneider unter. Seinen Lebensunterhalt verdient er mit Sprachunterricht. Über Ludwig lernt Cliff auch den Kit-Kat-Club kennen, wo er die englische Sängerin Sally Bowles trifft, die genau wie Cliff nach Berlin gekommen ist, um die Freiheiten im Berlin der 1920er-Jahre auszukosten. Sie ist der Star des Kit-Kat-Club – und dies nicht nur wegen ihres künstlerischen Talents. Als Sally entlassen wird, nimmt sie Zuflucht in Cliffs Pensionszimmer und obwohl Cliff bisher nur Affären mit Männern hatte und zögerlich ist, werden die beiden ein Paar.
Auch zwei anderen Pensionsbewohnern begegnet, wenn auch spät, das Glück. Herr Schultz wirbt erfolgreich um Fräulein Schneider. Doch als sich auf der bald folgenden Verlobungsfeier herausstellt, dass Schultz Jude und der als Gast anwesende Ernst Ludwig Nationalsozialist ist, kann Fräulein Schneider sich der heraufziehenden vergifteten Atmosphäre nicht entziehen. Die Verlobung wird gelöst; Herr Schultz verlässt die Pension. Nach diesem Vorfall und nachdem er von Nazis verprügelt wurde, möchte Cliff Deutschland verlassen, wohingegen Sally weiter von ihrer großen Karriere in Berlin träumt. Als sie das gemeinsame Kind abtreibt, hält den Amerikaner nichts mehr. Die Zurückbleibenden aber sehen einer ungewissen Zukunft entgegen.

## Hintergründe
Da das Musical auf den beiden autobiographisch geprägten Romanen Mr. Norris steigt um aus dem Jahr 1935 und Leb wohl, Berlin aus dem Jahr 1939 von Christopher Isherwood basiert, sind im Musical auch deutliche Bezüge zum Leben Isherwoods erkennbar. Wie seine Hauptfigur Cliff ist Isherwood nach Berlin gekommen, um dort die Freiheiten als junger, schwuler Mann kennenzulernen. Auch Isherwood lebte (unter anderem) als Untermieter einer älteren Dame und verdiente seinen Lebensunterhalt als Sprachlehrer. Die weiteren Figuren des Musicals (und der Bücher) sind auch von Personen inspiriert, die Isherwood im Berlin jener Jahre kennenlernte.
Die vom Ragtime und frühen Jazz inspirierte Musik Kanders sowie die durch Masteroff eingefügten revueartigen Nummern im Kit-Kat-Club, die die Handlung einrahmen, bilden eine Reminiszenz an die Musicals der 1920er Jahre.
Die bekanntesten Songs aus dem Musical sind der Titelsong Cabaret sowie Willkommen, Two Ladies, If You Could See Her through My Eyes, Heirat und Tomorrow Belongs to Me. Die Lieder Maybe this Time, Mein Herr und Money, Money wurden nicht für das Musical, sondern erst 1972 für die Verfilmung geschrieben. Wegen der großen Bekanntheit dieser Songs werden sie bei Neuaufführungen meistens eingefügt.
Cabaret lief von 1966 bis 1969 in New York City und wurde 1967 mit dem Tony Award für das beste Musical, den besten Komponisten und Songschreiber, den besten Nebendarsteller in einem Musical, die beste Nebendarstellerin in einem Musical, das beste Bühnendesign, das beste Kostümdesign, die beste Choreographie und die beste Regie eines Musicals ausgezeichnet.

## Musiknummern
Im Laufe der Zeit wurden in den diversen Inszenierungen immer wieder einzelne Musiktitel geändert, weggelassen oder hinzugefügt. So wurden zum Beispiel die Titel „Mein Herr“ und „Maybe This Time“ ursprünglich für den Film ergänzt, aber aufgrund der Popularität des Films auch in spätere Inszenierungen aufgenommen.
Im Folgenden findet sich eine Aufstellung der Titel, die sich im Laufe der Jahrzehnte zum heute üblichen Ablauf verfestigt haben.
1. Akt
- Ouvertüre – Orchester
- Willkommen – Emcee & Ensemble
- So What? – Fräulein Schneider
- Don’t Tell Mama – Sally und die Cabaret-Girls
- Mein Herr – Sally und die Cabaret-Girls
- Perfectly Marvelous – Sally und Cliff
- Two Ladies – Emcee und zwei Cabaret-Girls
- It Couldn't Please Me More (A Pineapple) – Herr Schultz und Fräulein Schneider
- Tomorrow Belongs to Me – Emcee und Kellner
- Maybe This Time – Sally
- Money – Emcee und die Cabaret-Girls
- Married – Fräulein Schneider und Herr Schultz
- Tomorrow Belongs to Me (Reprise) – Fräulein Kost, Ernst Ludwig und Gäste

2. Akt
- Entr’acte – Orchester
- Kickline – Emcee und die Cabaret-Girls (instrumental)
- Married (Reprise) – Herr Schultz
- If You Could See Her – Emcee
- What Would You Do? – Fräulein Schneider
- I Don't Care Much – Emcee
- Cabaret – Sally
- Finale Ultimo / Willkommen (Reprise) – Emcee, Cliff und Ensemble

## Verfilmung
Das Stück wurde 1972 sehr erfolgreich unter der Regie von Bob Fosse mit Liza Minnelli in der Rolle der Sally Bowles und Michael York als Brian Roberts (statt Cliff Bradshaw) verfilmt. Sowohl musikalisch als auch bezüglich der Handlung und der Personen hat die Verfilmung im Vergleich zur Bühnen-Vorlage zahlreiche Änderungen erfahren. Bei der Oscar-Verleihung 1973 gewann der Film insgesamt acht Oscars. Bei vielen Kritikern gilt er als eines der bisher besten Film-Musicals.

## Aufführungsgeschichte

### Premieren und Erstaufführungen
Die Uraufführung fand am 20. November 1966 im Broadhurst Theatre am New Yorker Broadway statt. Die britische Erstaufführung hatte am 28. Februar 1968 im Londoner Palace Theatre Premiere. Die Rolle der Sally Bowles wurde von Judi Dench gespielt. Lila Kedrova spielte das Fräulein Schneider.
Die deutschsprachige Erstaufführung war am 14. November 1970 im Theater an der Wien in der Übersetzung von Robert Gilbert. Die deutsche Erstaufführung fand am 28. Februar 1971 am Theater Lübeck statt (Regie: Karl Vibach). Die DDR-Erstaufführung fand am 18. Januar 1976 an der Staatsoperette Dresden statt. Musikalische Leitung: Manfred Grafe, Regie: Rudolf Schraps.

### Weitere Aufführungen (Auswahl)
- 1977: Musikalische Komödie Leipzig, Regie: Jörg Kaehler
- 1986: Théâtre du 8e, Lyon, später am Théâtre Mogador, Paris. Künstlerische Leitung: Jérôme Savary, mit Ute Lemper als Sally Bowles
- 1987: Theater des Westens, Berlin, Regie: Helmut Baumann, mit Helen Schneider als Sally Bowles, Wolfgang Reichmann als Conférencier, Hildegard Knef als Frl. Schneider und Utz Richter als Herr Schultz
- 1987: Städtische Theater Karl-Marx-Stadt
- 1989: Theater HaBima, Tel Aviv, auf Hebräisch
- 1992: Festival Olimpic de les Arts, Barcelona, auf Katalanisch
- 1993: Schmidts Tivoli Hamburg, Regie: Corny Littmann / Wolfgang Wittig, mit Valentin Zahn als Conférencier, Christine Rothacker als Sally Bowles und Lilo Wanders als Frl. Schneider
- 1999: Capitol Theater Düsseldorf, Regie: Alex Balga, mit Anna Montanaro als Sally Bowles
- 2004: Bar jeder Vernunft, Berlin, Regie: Vincent Paterson, mit Anna Loos als Sally Bowles und Angela Winkler als Fräulein Schneider (u. a.)
- 2005: St. Pauli Theater Hamburg, Regie: Ulrich Waller, mit Gustav-Peter Wöhler als Conférencier, Anneke Schwabe als Sally Bowles und Elisabeth Schwarz als Fräulein Schneider
- 2006: Mediengarten der Media City Leipzig, Regie: Peter Wekwerth, mit Andrea Kathrin Loewig als Sally Bowles und Uta Schorn als Fräulein Schneider (u. a.)
- 2014: Kreuzgangspiele Feuchtwangen, mit Jasmin Wagner als Sally Bowles
- 2015: Luisenburg-Festspiele, mit Anna Montanaro als Sally Bowles und Michael Kargus als Conférencier
- 2015: Bad Hersfelder Festspiele, Regie: Gil Mehmert, mit Bettina Mönch, Judy Winter, Helmut Baumann und Helen Schneider
- 2019: Volksoper Wien, Regie: Gil Mehmert, Lichtgestaltung: Michael Grundner, mit Ruth Brauer-Kvam als Conférencier, Bettina Mönch als Sally Bowles
- 2020: Hansa-Theater Hamburg, Regie: Ulrich Waller / Dania Hohmann, mit Tim Fischer[2] als Conférencier, Anneke Schwabe / Josephin Busch als Sally Bowles, Peter Franke als Herr Schultz
- 2022: Düsseldorfer Schauspielhaus, Regie: André Kaczmarczyk. Besetzung: Conférencier: André Kaczmarczyk / Rob Pelzer; Sally Bowles: Lou Strenger / Inga Krischke[3]
- 2022: Göteborgsoperan, Regie: James Grieve, Conférencier: David Lundquist, Sally Bowles: Kerstin Hilldén[4]
- 2024: St. Pauli Theater, mit Tim Fischer[5] als Conférencier

## Auszeichnungen
- Tony Awards 1967
  - Bestes Musical
  - Beste Originalmusik (John Kander & Fred Ebb)
  - Bester Nebendarsteller in einem Musical (Joel Grey),
  - Beste Nebendarstellerin in einem Musical (Peg Murray)
  - Beste Choreographie (Ron Field)
  - Bestes Bühnenbild (Boris Aronson)
  - Bestes Kostümdesign (Patricia Zipprodt)
- Laurence Olivier Awards 1994
  - Beste Nebenrolle in einem Musical (Sara Kestelman)
- Tony Awards 1998
  - Beste Wiederaufnahme eines Musicals
  - Bester Hauptdarsteller in einem Musical (Alan Cumming)
  - Beste Hauptdarstellerin in einem Musical (Natasha Richardson)
  - Bester Nebendarsteller in einem Musical (Ron Rifkin)
- Drama Desk Award 1998
  - Beste Neuinszenierung eines älteren Musicals
  - Bester Hauptdarsteller in einem Musical (Alan Cumming)
  - Beste Hauptdarstellerin in einem Musical (Natasha Richardson)
- Laurence Olivier Awards 2007
  - Beste Nebenrolle in einem Musical (Sheila Hancock)
  - Beste Theater-Choreographie (Javier de Frutos)
- Österreichischer Musiktheaterpreis 2021
  - Beste Gesamtproduktion Musical Volksoper Wien, Beste weibliche Nebenrolle Ruth Brauer-Kvam (Conférencier), Beste männliche Nebenrolle Robert Meyer (Herr Schultz), Nominierung für die Beste weibliche Hauptrolle Bettina Mönch (Sally Bowles)
- Laurence Olivier Awards 2022
  - Best Actress in a Musical (Jessie Buckley als Sally Bowles)[6]
  - Best Actor in a Musical (Eddie Redmayne als Conférencier)[6]